# Maturaarbeit
Die Maturaarbeit (teilweise auch als Maturitätsarbeit bezeichnet) ist ein erforderlicher Bestandteil, um in der Schweiz eine kantonale oder eidgenössische Maturität zu erlangen. Diese wiederum ist die Berechtigung für ein Studium an einer schweizerischen Universität.
Gemäss Art. 10 der Verordnung über die Anerkennung von gymnasialen Maturitätsausweisen (Maturitäts-Anerkennungsreglement, MAR) «müssen Schülerinnen und Schüler allein oder in einer Gruppe eine grössere eigenständige schriftliche oder schriftlich kommentierte Arbeit erstellen und mündlich präsentieren.»
Diese Arbeit kann im Rahmen des Fächerangebotes der Mittelschule frei gewählt werden, muss prinzipiell in einer an der Schule unterrichteten Sprache verfasst werden und wird meist im letzten, teilweise im zweitletzten Jahr vor den Maturitätsprüfungen verfasst. Bewertet werden einerseits die Arbeit selbst sowie auch die Präsentation der Arbeit vor einem Publikum. Die Arbeit wird im Allgemeinen mit Noten von 1–6 bewertet, wobei 1 die geringste, 6 die höchste Note ist. Die Maturaarbeit gilt als Maturitätsfach und die Note wird entsprechend im Maturitätszeugnis mitverrechnet.
Die Annahme der Arbeit durch die Schule ist teilweise Erfordernis für die Zulassung an die Maturitätsprüfung; die Annahme der Arbeit ist nicht gleichzusetzen mit einer genügenden Note (das heisst, auch eine ungenügende Arbeit kann angenommen werden). Bei einem ungenügenden Prädikat erhalten die Schüler die Möglichkeit, ihre Arbeit nachzubearbeiten. Im Extremfall muss die letzte Klasse wiederholt und eine neue Arbeit verfasst werden.